# كاثرين هاريسون
كاثرين هاريسون (بالإنجليزية: Cathryn Harrison)‏ هي موسيقية وممثلة بريطانية، ولدت في 25 مايو 1959 في لندن في المملكة المتحدة.

## وصلات خارجية
- كاثرين هاريسون على موقع IMDb (الإنجليزية)
- كاثرين هاريسون على موقع قاعدة بيانات برودواي على الإنترنت (الإنجليزية)
- كاثرين هاريسون على موقع قاعدة بيانات الفيلم (الإنجليزية)